# Nicholas David Ionel
Nicholas David Ionel (* 12. Oktober 2002 in Bukarest) ist ein rumänischer Tennisspieler.

## Persönliches
Ionel trainiert seit 2018 an der Academy von Patrick Mouratoglou in Sophia Antipolis.

## Karriere
Ionel spielte bis 2020 auf der ITF Junior Tour. In der Jugend-Rangliste erreichte er mit Rang 23 seine höchste Notierung. Bei Grand-Slam-Turnieren war er einzig im Doppel erfolgreich. Bei den US Open 2019 erreichte er das Halbfinale, vier Monate später bei den Australian Open 2020 gelang ihm sein größter Titel, als er mit Leandro Riedi den Titel gewann. Im Februar 2020 erreichte er seine höchste Platzierung.
Bei den Profis spielte Ionel das erste Mal 2017 auf der ITF Future Tour. Durch erste Siege dort konnte er sich 2018 im Einzel und Doppel in der Weltrangliste platzieren. 2019 kam er im Einzel das erste Mal ins Viertelfinale eines Futures, gewann letztlich den Titel und blieb auch bei den drei darauf folgenden Turnieren jeweils siegreich, er gewann also 20 Matches am Stück. Das Jahr beendete er damit auf Platz 550. Im Doppel gewann er einen Titel. In der verkürzten Saison 2020 gewann er einen Einzel-Titel. 2021 stieg er weitere 100 Plätze im Ranking. Er gewann zwar keine Titel, stand aber dreimal im Finale und konnte beim Turnier auf der ATP Challenger Tour in seiner Heimatstadt Bukarest erstmals das Viertelfinale erreichen. Anfang 2022 konnte Ionel drei weitere Finals erreichen und davon zwei gewinnen, wodurch er kurz vor den Top 350 stand und an Challengers häufiger teilnehmen konnte. In Schymkent kam er das zweite Mal ins Viertelfinale. Mitte des Jahres stand er weitere drei Male in Future-Endspielen und gewann daraus die Titel 8 und 9. Neben zwei weiteren Challenger-Viertelfinals zog er in Sibiu das erste Mal auch ins Halbfinale ein. Im September 2022 gab er sein Debüt für die rumänische Davis-Cup-Mannschaft. Er verlor deutlich gegen Alex Molčan, gewann aber gegen die Nummer 99 der Welt, Norbert Gombos, in drei Sätzen, was die Niederlage Rumäniens aber nicht verhindern konnte. Im Februar 2023 spielte er ebenfalls zwei Einzel in der Partie gegen Thailand. Anfang 2023 gewann er zudem seinen zehnten Future-Titel im Einzel und spielte in der Qualifikation zu den Australian Open. Im Doppel war Ionel weniger erfolgreich. 2022 gewann er seinen zweiten Future-Titel. Zum Jahreswechsel 2023 stand er in Challengers die ersten zwei Male im Halbfinale. In der Weltrangliste ist er im Einzel (225) und Doppel (411) jeweils auf seinem Karrierebestwert.